# Heavy Metal Parking Lot
Heavy Metal Parking Lot è un cortometraggio documentario prodotto da Jeff Krulik e John Heyn nel 1986.

## Trama
Una folla di fan dell'heavy metal è in attesa di entrare ad un concerto dei Judas Priest (supportati in quell'occasione dai Dokken) all'arena Capital Centre di Landover, in Maryland, il 31 maggio 1986.

## Distribuzione
In occasione del suo ventesimo anniversario, il documentario è stato pubblicato in DVD nel 2006, con l'aggiunta di due ore di contenuti extra e bonus vari.
Il film viene dato in omaggio con il videoclip di Flavor of the Weak degli American Hi-Fi e con Just Want You to Know dei Backstreet Boys.

## Accoglienza
Nel corso degli anni, è diventato una sorta di film culto tra gli appassionati del genere.